# Peter Schöffer
Peter Schöffer, o anche Petrus Schoeffer, (Gernsheim, 1425 circa – Magonza, 1503), è stato un tipografo tedesco; fu collaboratore di Johannes Gutenberg.

## Biografia
Peter Schöffer ebbe una solida formazione universitaria. Dal 1444 al 1448 studiò all'università di Erfurt, dove apprese il latino. Successivamente fu studente alla Sorbona, dove si addottorò in teologia. Dopo la laurea lavorò come copista e calligrafo. Nel 1450, tornato a Magonza, conobbe Johannes Gutenberg, il quale stava approntando gli strumenti per la stampa a caratteri mobili. Grazie alla sua esperienza di copista, lo aiutò a predisporre il torchio tipografico.
Schöffer divenne il principale collaboratore di Johannes Gutenberg: insieme stamparono la «Bibbia a 42 linee» tra il 1453 e il 1455. Gutenberg era socio dell'orafo Johannes Fust, da cui aveva ricevuto un finanziamento per la stampa di 180 copie del libro. Il lavoro si doveva concludere in tre anni. Nel 1455 Fust citò in giudizio Gutenberg perché, a suo dire, la stampa si era prolungata per troppo tempo, impedendogli di rientrare dal capitale investito. Schöffer testimoniò in tribunale a favore di Johann Fust contro Gutenberg. Gutenberg perse la causa e fu costretto a chiudere la propria tipografia e a cedere a Fust almeno parte dell'attrezzatura per la stampa e i caratteri tipografici utilizzati per le Bibbie.
Nel 1457 Schöffer e Fust costituirono la stamperia Fust und Schöffer. Tra le opere famose di Schöffer vi fu un'edizione del Libro dei Salmi (conosciuto oggi come Salterio di Magonza, stampato su pergamena nel 1457), il De officiis di Cicerone (1465), e l'Herbarius - Rogatu plurimorum... (1484), più conosciuto come l'Herbarius latinus. L'Herbarius fu compilato da fonti manoscritte e divenne molto popolare tanto che ebbe dieci ristampe fino al 1499. L'opera illustra e descrive 150 piante e 96 medicine comunemente reperibili dai farmacisti. Questa è la ragione per credere che Schöffer stesso ne abbia commissionato la redazione, sebbene il nome del redattore non sia noto. Schöffer è considerato l'autore di molte innovazioni tecniche, tra cui l'uso di inchiostri colorati. In seguito Schöffer si limitò alla pubblicazione di opere di teologia e di diritto, civile e canonico.
Peter Schöffer sposò l'unica figlia di Fust, Christina. Il 30 ottobre 1466 morì Johannes Fust. Schöffer dovette continuare da solo l'attività. Insegnò l'arte della stampa ai due figli, inserendoli nel settore della tipografia. Johannes, il figlio maggiore, lavorò come stampatore tra il 1503 e il 1531. Pur raggiungendo un'elevata competenza, non eguagliò i livelli di accuratezza raggiunti dal padre. L'altro figlio, Peter il Giovane, fu un abile incisore e stampatore. Lavorò tra Magonza (1509-23), Worms (1512-29), Strasburgo (1530-39) e Venezia (1541-42). Nel 1526, Peter Schöffer il Giovane pubblicò il primo Nuovo Testamento in inglese a Worms, tradotto da William Tyndale. Il figlio di Peter il Giovane, Ivo, lavorò anch'egli come tipografo a Magonza (1531-55).

## Principali opere stampate

### Fust e Schöffer
- Psalmorum Codex, Magonza, Johann Fust e Peter Schöffer, 14 agosto 1457 (stampato con caratteri di legno, tranne la subscriptio incisa in metallo)
- Missale. Canon Missae, Magonza, Peter Schöffer e Johann Fust, ca. 1458
- Rationale divinorum officiorum, Guglielmo Durante, Magonza, Johann Fust e Peter Schöffer, 6 ottobre 1459 (primo libro stampato con tipi di carattere di metallo)
- Psalterium Benedictinum cum canticis et hymnis. Magonza, Johann Fust e Peter Schöffer, 29 agosto 1459
- Constitutiones Clementis V. Papae cum apparatu Johannis Andreae[6], Magonza, 25 giugno 1460
- De vita christiana, Pseudo-Agostino d'Ippona, Magonza, Johann Fust e Peter Schöffer, attorno al periodo 1460/65
- Biblia Sacra Latina, 2 voll., Magonza, Johann Fust e Peter Schöffer, 14 agosto 1462
- Liber sextus decretalium Domini Bonifacii Papae VIII cum glossae, 1465
- Officia et Paradoxa, Cicerone (contiene il De Officiis e il Paradoxa stoicorum), Magonza, Johann Fust e Peter Schöffer, 1465
- Grammatica vetus rhythmica, Magonza, Johann Fust e Peter Schöffer, 1465
- De arte praedicandi (De doctrina christiana, Lib. 4), Agostino d'Ippona, Magonza, Johann Fust e Peter Schöffer, 1467

### Schöffer in proprio
- Summa Theologiæ di Tommaso d'Aquino, Magonza, Peter Schöffer, 6 marzo 1467
- Corpus iuris civilis, a cura di Francesco Accursio, Magonza, Peter Schöffer, 24 maggio 1468
- Homiliae in evangelium S. Matthei di Giovanni Crisostomo nella traduzione di Giorgio di Trebisonda, Magonza, Johann Fust, 1468
- Beichtbüchlein, Magonza, Peter Schöffer, ca. 1469
- De duobus amantibus di Leonardo Bruni, Magonza, Peter Schöffer, settembre 1470
- Epistolae di San Girolamo, Magonza, Peter Schöffer, 7 settembre 1470
- Summa theologiae, pars secunda, prima pars, Magonza, Peter Schöffer, 8 novembre 1471
- Nova compilatio Decretalium Gregorii IX, Magonza, Peter Schöffer, 8 novembre 1473
- De civitate Dei, Agostino d'Ippona, Magonza, P. Schoeffer 1473
- Codex di Giustiniano, Magonza, P. Schoeffer 1475
- Sermones de tempore et de sanctis et de diversis di Bernardo di Chiaravalle, Magonza, Peter Schöffer, 14.IV.1475
- Institutiones di Giustiniano, Magonza, P. Schoeffer 1476
- Tituli Decisionum antiquarum et nouarum, Magonza, Peter Schöffer, 8 novembre 1477
- Missale Vratislauiense, Magonza, P. Schoeffer 1483
- Herbarius Latinus, Magonza, Peter Schöffer, 1484
- Missale Cracoviense, Magonza: Peter Schöffer, 10 novembre 1484
- Hortus sanitatis, Johann Wonnecke von Kaub, Magonza, Peter Schöffer, 1485
- Küchenmeisterei, Magonza: Peter Schöffer, ca. 1487
- De legendis libris gentilium di Basilio Magno, Magonza, Peter Schöffer, 1489
- Cronecken der Sassen, Magonza, Peter Schöffer, 6 marzo 1492

## Intitolazioni
Schöfferhofer è una marca di una birra di frumento tedesca chiamata così in onore della vecchia casa di Peter Schöffer (la casa fu chiamata Mainzer Schöfferhof) in cui fu fondato un birrificio. Sul marchio di fabbrica appare un ritratto di Peter Schöffer. La Schöfferhofer proviene da un birrificio di Magonza, la quale è anche conosciuta come Brauerei Dreikönigshof.

## Galleria d'immagini

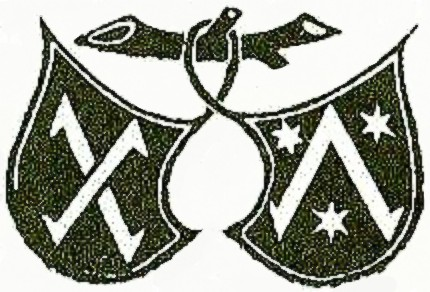
Marca tipografica di Fust & Schöffer (1462)
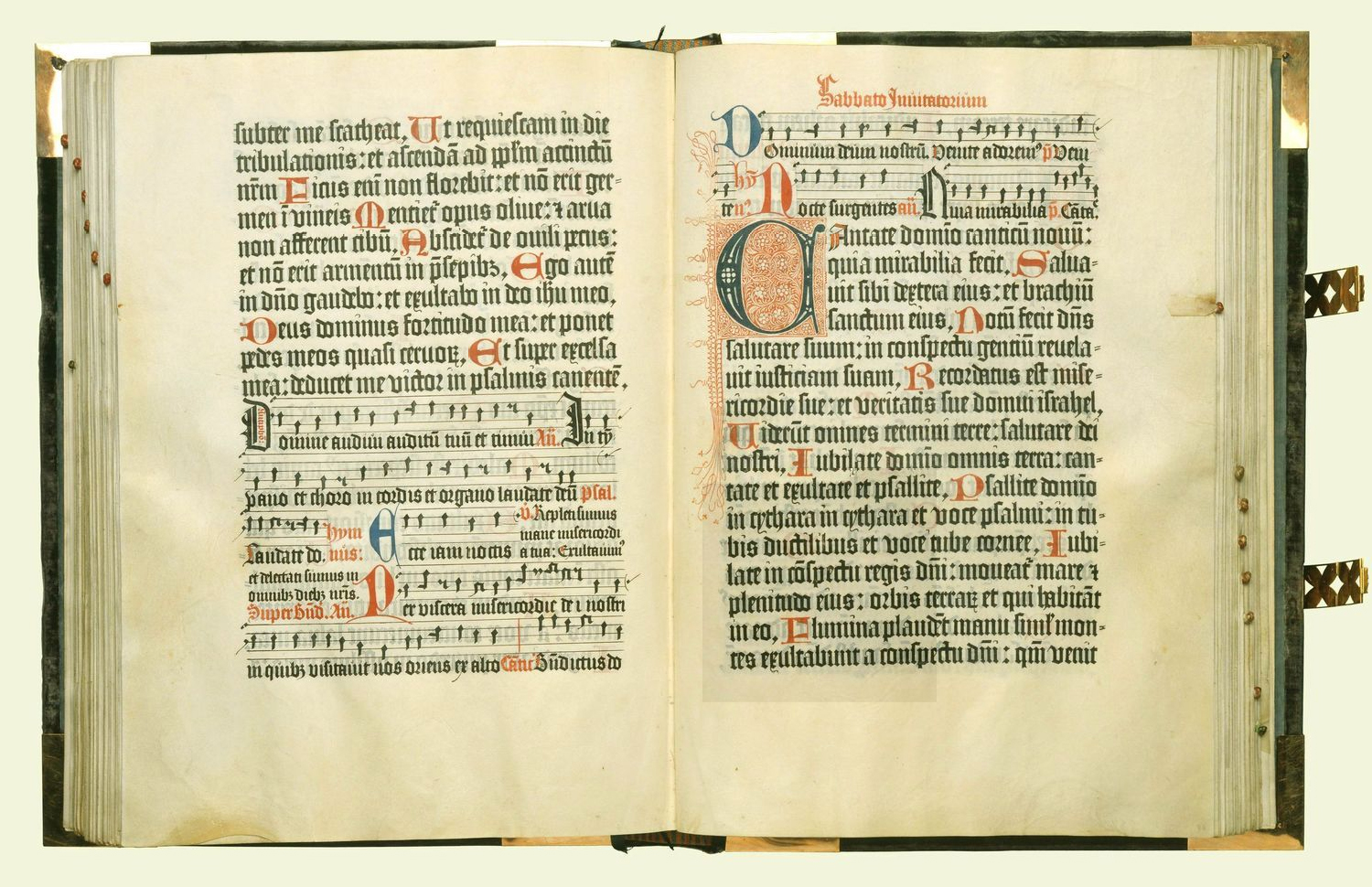
Il Salterio di Magonza (1457)
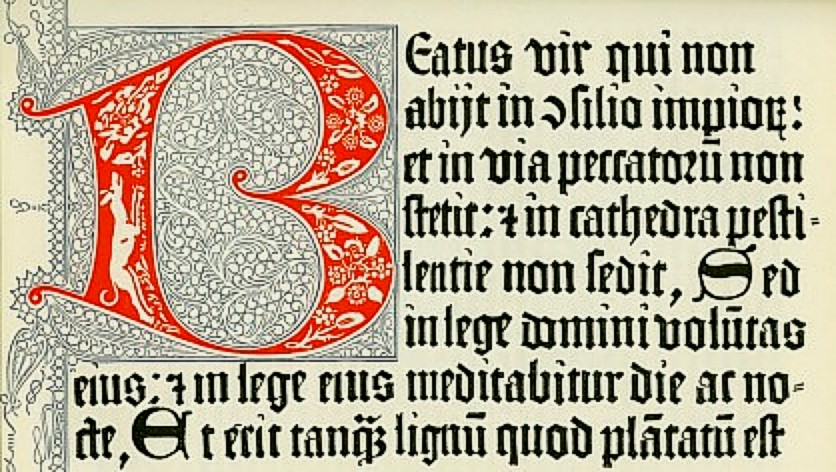
Libro dei Salmi stampato da Peter Schöffer nel 1457 Beatus vir qui non abiit in c[on]silio impior[um] et in via peccatoru[m] non stetit: et in cathedra pestilentie non sedit. Sed in lege domini volu[n]tas eius: et in lege eius meditabitur die ac nocte. Et erit tanq[uam] lignu[m] quod pla[n]tatu[m] est... 1[7].
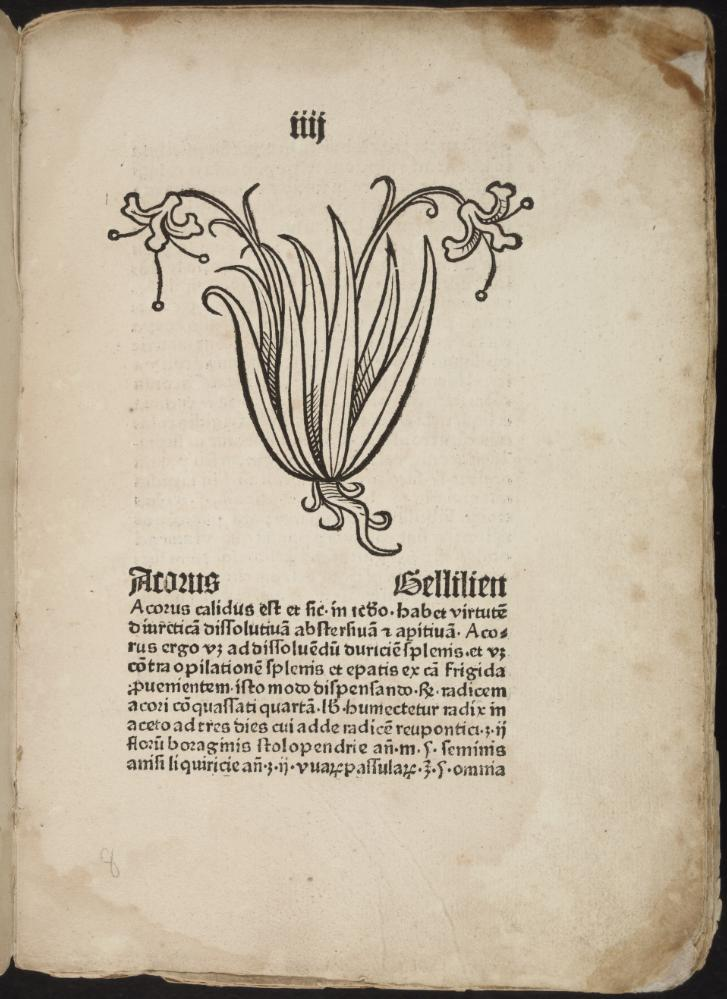
Pagina dell'Herbarius dedicata all'Acorus calidus.
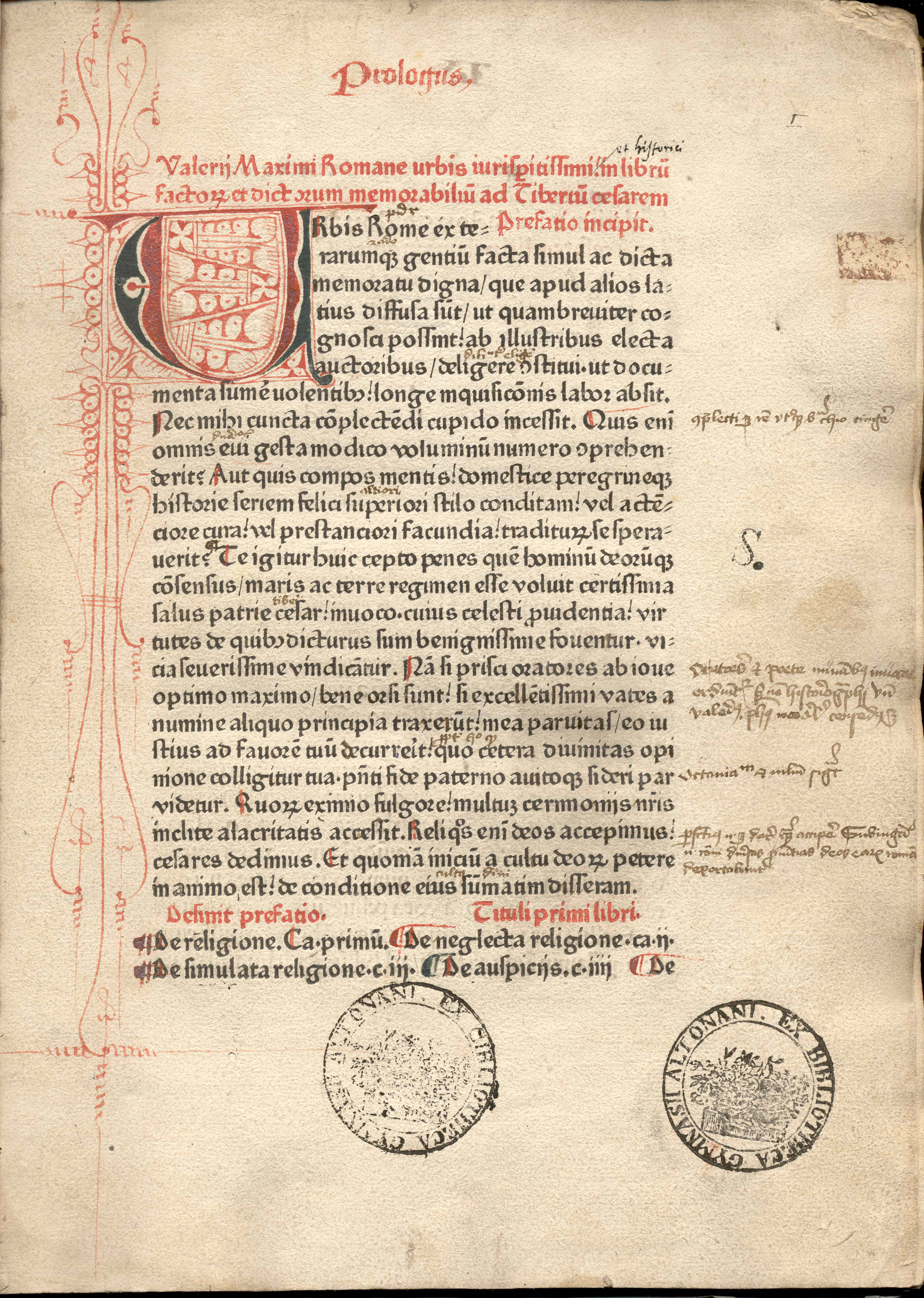
Pagina dei Facta et dicta memorabilia di Valerio Massimo, stampati da Schöffer in rosso e nero (Magonza, 1471).